# Candidae
Famille
Synonymes
- Cabereidae Busk, 1852
- Scrupocellariidae Levinsen, 1909[1]

Les Candidae sont une famille de Bryozoaires de l'ordre des Cheilostomatida.

## Liste des genres
Selon World Register of Marine Species (19 avril 2016) :
- genre Amastigia Busk, 1852
- genre Aquiloniella Vieira, Spencer Jones, Winston, Migotto & Marques, 2014
- genre Aspiscellaria Vieira, Spencer Jones, Winston, Migotto & Marques, 2014
- genre Bathycellaria Vieira, Spencer Jones, Winston, Migotto & Marques, 2014
- genre Bobinella d'Hondt, 1981
- genre Bugulicellaria Mawatari, 1957
- genre Caberea Lamouroux, 1816
- genre Cabereopsis Hasenbank, 1932
- genre Canda Lamouroux, 1816
- genre Candomenipea d'Hondt & Gordon, 1996
- genre Candoscrupocellaria d'Hondt & Gordon, 1996
- genre Cradoscrupocellaria Vieira, Spencer Jones & Winston, 2013
- genre Diplobicellariella d'Hondt, 1985
- genre Emma Gray, 1843
- genre Eupaxia Hasenbank, 1932
- genre Hoplitella Levinsen, 1909
- genre Licornia Van Beneden, 1850
- genre Maplestonia MacGillivray, 1885
- genre Menipea Lamouroux, 1812
- genre Monartron Canu & Bassler, 1929
- genre Notoplites Harmer, 1923
- genre Notoplitesigia d'Hondt, 1987
- genre Paralicornia Vieira, Spencer Jones, Winston, Migotto & Marques, 2014
- genre Penemia Gordon, 1986
- genre Pomocellaria Vieira, Spencer Jones, Winston, Migotto & Marques, 2014
- genre Pseudoporicellaria d'Hondt, 1987
- genre Scrupocaberea Vieira, Spencer Jones, Winston, Migotto & Marques, 2014
- genre Scrupocellaria Van Beneden, 1845
- genre Scrupocellarinella d'Hondt & Schopf, 1984
- genre Semibugula Kluge, 1929
- genre Sinocellaria Vieira, Spencer Jones, Winston, Migotto & Marques, 2014
- genre Tricellaria Fleming, 1828